# 戈爾登瓦利 (明尼蘇達州)
戈爾登瓦利（英語：Golden Valley）是一個位於美國明尼蘇達州亨內平縣的城市。

## 人口
根據2020年美國人口普查的數據，戈爾登瓦利的面積為27.30平方千米，當中陸地面積為26.41平方千米，而水域面積為0.88平方千米。當地共有人口22552人，而人口密度為每平方千米826人。